# عبد الرزاق الصوصاع
```
عبد الرزاق بوبكر الصوصاع  ينحدر من الخزاعل من قبيلة البراعصة من مواليد مسَّة 
كان رئيس اسمياً لدولة (باعتباره أمين مؤتمر الشعب العام) 
ليبيا
 
منذ السابع من أكتوبر 1990 إلى 18 نوفمبر 1992.
:
[
1
]
```